# Domenico Gattilusio (Archon)
Domenico Gattilusio (* um 1415; † 1458 ermordet) war von 1455 bis 1458 Archon (Regent bzw. Herr) von Lesbos und ab 1457 von Thasos.
Er entstammte der angesehenen genuesischen Patrizierfamilie Gattilusio und war der älteste Sohn des Archon Dorino I. Gattilusio von Lesbos, und dessen Frau Orietta Doria.
Er lebte zunächst auf Lemnos, das sich sein Vater vom Kaiser Johannes VIII. von Byzanz mit anderen Gebieten als Besitz hatte übertragen lassen. Nach dem Tod seines Vaters am 30. Juni 1455 trat er dessen Nachfolge als Archon von Lesbos an. Als Statthalter auf Lesbos residierte zunächst sein Bruder Niccolo, der später Statthalter von Lemnos wurde. Kurz nach Beginn seiner Herrschaft kam es zur Verschlechterung der Beziehungen mit dem Osmanischen Reich. Da das Byzantinische Reich bereits 1453 den Osmanen unterlegen und erloschen war, musste Domenico wie auch schon sein Vater Tributzahlungen an den türkischen Sultan leisten. Vom neuen Archon von Lesbos wurde die Verdoppelung des Tributs durch Sultan Mehmed II. gefordert. Da Domenico diese Forderung nicht erfüllen konnte, begab er sich zu Verhandlungen mit dem Sultan an den Hof des Sultans in Adrianopel. Der Sultan lehnte persönliche Verhandlungen mit Domenico ab und überließ sie einem hohen Würdenträger.

Zunächst wurde Domenico Gattilusio gezwungen, die Herrschaft über Thasos an die Osmanen abzutreten. Bei den Tributzahlungen kam man Domenico entgegen, indem man auf eine Verdoppelung des Tributs verzichtete und stattdessen eine moderate Erhöhung vereinbarte. Außerdem musste sich Domenico verpflichten, die seiner Insel gegenüberliegende kleinasiatische Küste vor Piraten zu schützen. Nach dem Treueeid auf den Sultan kehrte Domenico nach Lesbos zurück.
Wenig später besetzten die Osmanen unter einem Vorwand die Gattilusio’sche Besitzung Phokaia. Begünstigt durch eine Rebellion der Bevölkerung gegen die Herrschaft seines Bruders Niccolo II. auf Lemnos verlor Domenico schließlich auch diese Besitzung an die Osmanen, die nun auch Lesbos bedrohten.
Unter dem Vorwand, die drohende Übergabe von Lesbos an die Osmanen durch seinen Bruder verhindern zu wollen, setzte der machtgierige Niccolo II. seinen Bruder Domenico Ende 1458 ab und erklärte sich selbst zum Archon von Lesbos. Er ließ Domenico in den Kerker werfen und schließlich erdrosseln.
Domenico Gattilusio war mit Maria-Giustiniana Longo verheiratet.
| Vorgänger            | Amt                         | Nachfolger             |
| -------------------- | --------------------------- | ---------------------- |
| Dorino I. Gattilusio | Archon von Lesbos 1455–1458 | Niccolo II. Gattilusio |

| Personendaten    | Personendaten                        |
| ---------------- | ------------------------------------ |
| NAME             | Gattilusio, Domenico                 |
| KURZBESCHREIBUNG | Archon (Regent bzw. Herr) von Lesbos |
| GEBURTSDATUM     | um 1415                              |
| STERBEDATUM      | 1458                                 |